# Каскара
Каскара — одноручний меч, поширений на території Судану, Чаду та Еритреї. Був поширеним в XVI столітті, але використовувався й протягом ХІХ століття.

## Опис

### Клинок

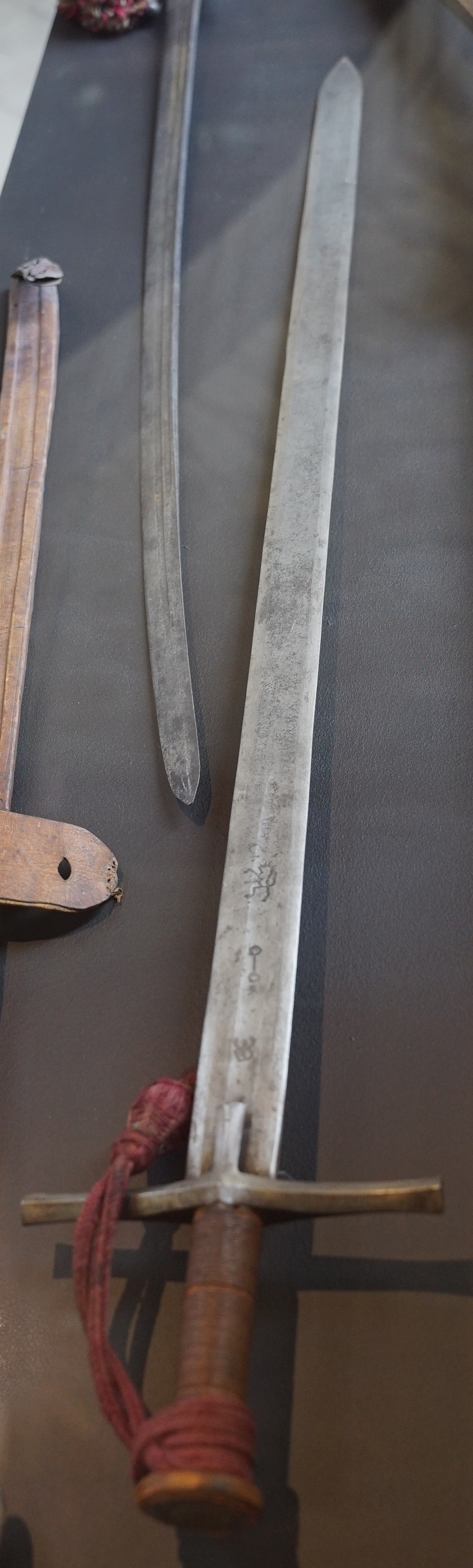
Каскара, загальний вигляд

Клинок меча прямий, має два леза. Довжина клинка близько 90 сантиметрів. Ззовні каскара нагадує європейський палаш. Леза йдуть паралельно один одному, утворюючи вістря на кінці. На клинках зустрічається так званий дол. Також зустрічаються гравірування у вигляді різноманітних клятв, а також віршів із Корану.

### Ефес
Зазвичай, ефес має дерев'яну серцевину, покриту іншим матеріалом, в яку вмонтовано хвостик клинка. Меч має пряму гарду, що дає ефесу вигляд хреста. Короткі заглушки утворюють насадку для ручки та інші частини, які розташовані паралельно клинку. Навершя дископодібне.

### Піхви
Піхви складаються із двох дерев'яних пластин, зашитих у шкіру тварини. Мають розширення на кінці. Шкіряний чохол складається з трьох частин. Дві дірки між шматками шкіри — місця кріплення обоймиці у вигляді двох потовщень із залізними кільцями. До залізних кілець кріпилися ремені портупеї для того, щоб носити меч на плечі або через плече. Піхви мечів зазвичай зроблені зі шкіри, пофарбованої в бурий колір. Іноді вони прикрашені шкірою крокодила, або ящірки.

## Географія поширення та використання
Використання меча типу каскара було росповсюджене в таких країнах, як Судан, Чад та Еритрея.
Меч використовувався однією рукою, зазвичай як ріжуча зброя. Меч носився на плечі або через плече. Під час пересування на верблюдах він висів на сідлі.
Використовувався найчастіше заможними людьми. Більша частина воїнів, які не мали достатньо коштів, використовували списи та сокири, каскара ж була певною ознакою привілейованого стану.

## Історія

### Походження
В ХІХ столітті існувала теорія, що каскара походить від мечів хрестоносців, оскільки нагадує типовий європейський меч через свою форму. Більш імовірно, що каскара походить від прямих мечів, які використовувалися арабськими воїнами в VIII ст.. Також існує теорія, що мечі були привезені першими суданськими паломниками, коли вони поверталися з Мекки.
Клинки мечів переважно виготовляли в кузнях Золінгена в Німеччині, Толедо в Іспанії, та Беллуно в Італії з XVI по ХІХ ст. В ХІХ ст. більшість клинків, які потрапляли на територію Західної Сахари та Судану, робилися в Золінгені. З Європи клинки доставлялися до середземноморських портів Тунісу, Марокко, Триполі та Александрії, звідки по караванних шляхах через Сахару вони потрапляли в Судан.
Інший шлях пролягав через порти на атлантичному узбережжі Марокко та Мавританії. У Кано (Північна Нігерія), в Ель-Фаширі(Дарфур), Тімбукту (Малі) для цих клинків робили ефеси, піхви, наносили на клинки коранічні написи.

### Повстання Махді
Під час Повстання Махді (1881—1899) каскара була важливим символом для послідовників Мухаммеда Ахмада. Він використовував меч і спис, які були традиційною зброєю. Махдисти і ефіопи у битві при Галлабаті (1889 р.) ще користувалися каскарами. Надалі меч втрачає своє бойове значення.

### XX—XXIст.
У сільських районах Дарфура каскара залишається частиною традиційного чоловічого костюму. В східному Судані меч носили чоловіки племінного союзу беджа. Також до сих пір існують танці з мечами, стилізована демонстрація бойових навиків.

## Галерея зображень

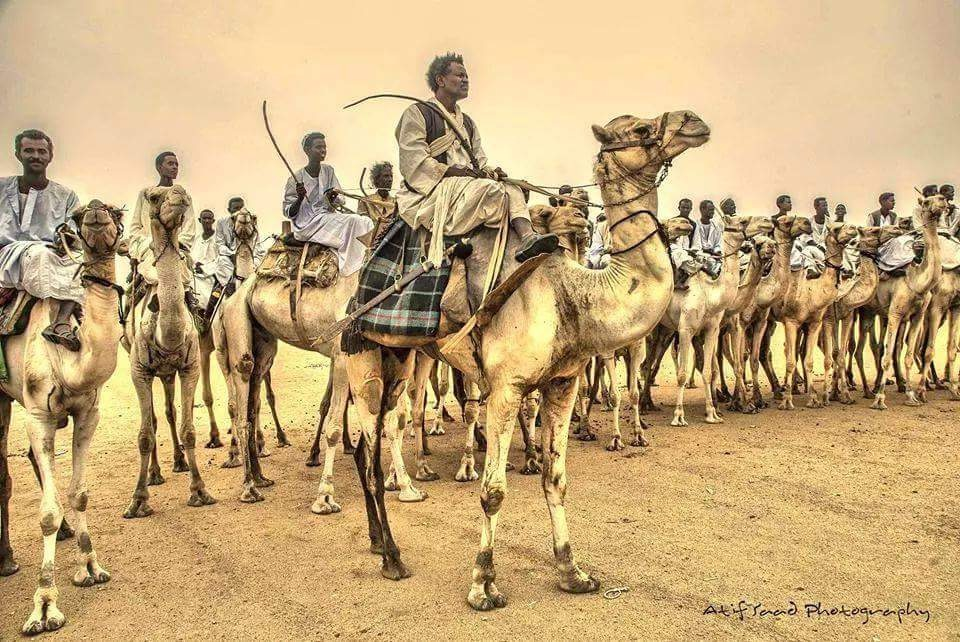
Воїни беджа на верблюдах
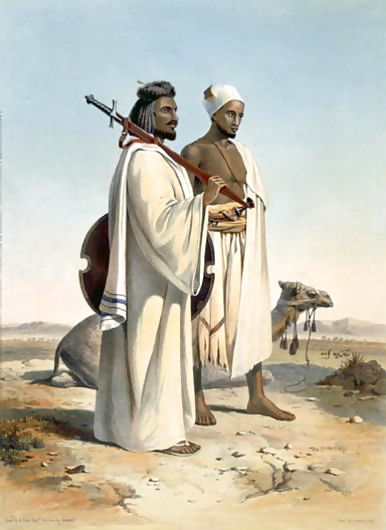
Воїн союзу племен беджа тримає каскару
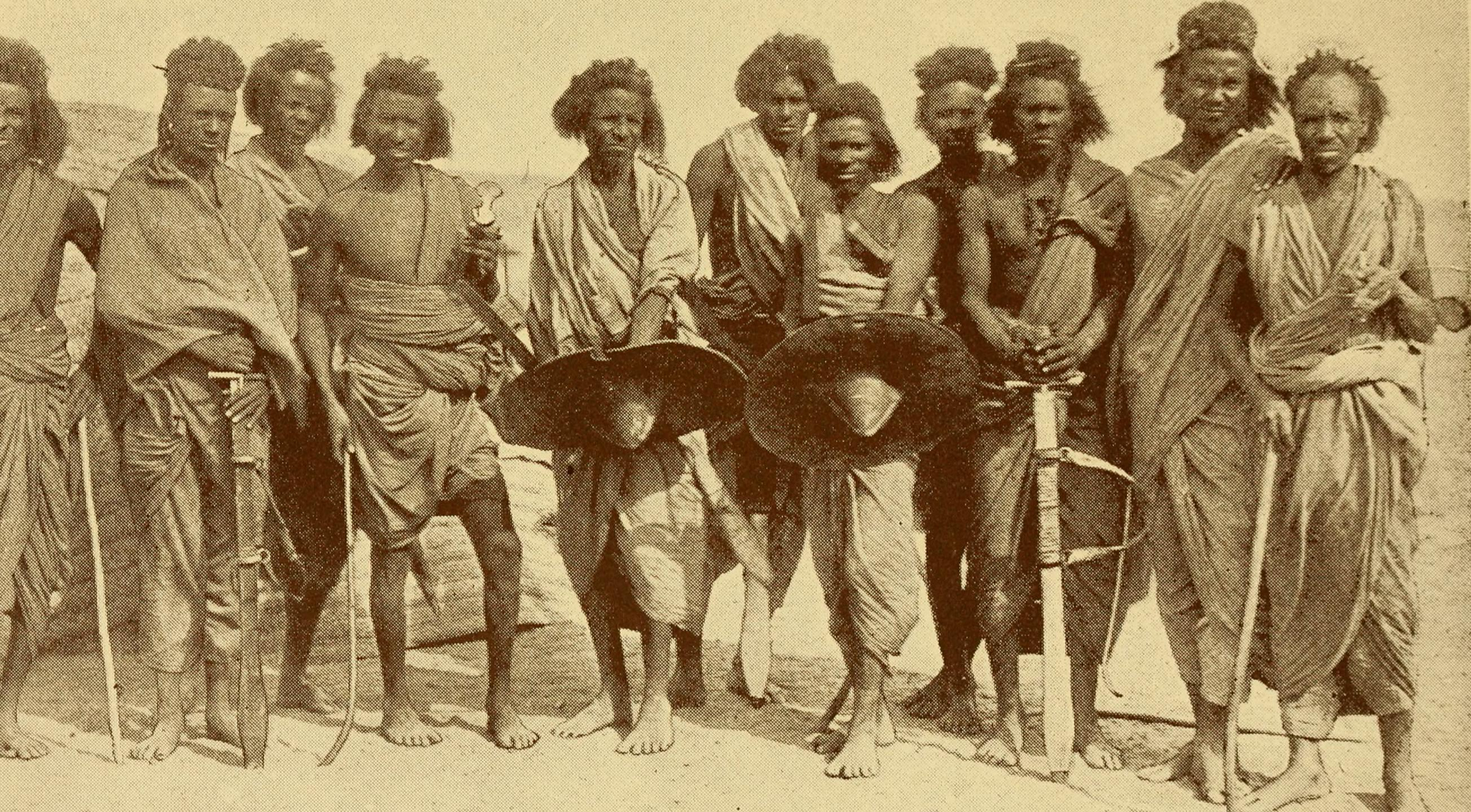
Воїни племені хадендова з мечами типу каскара
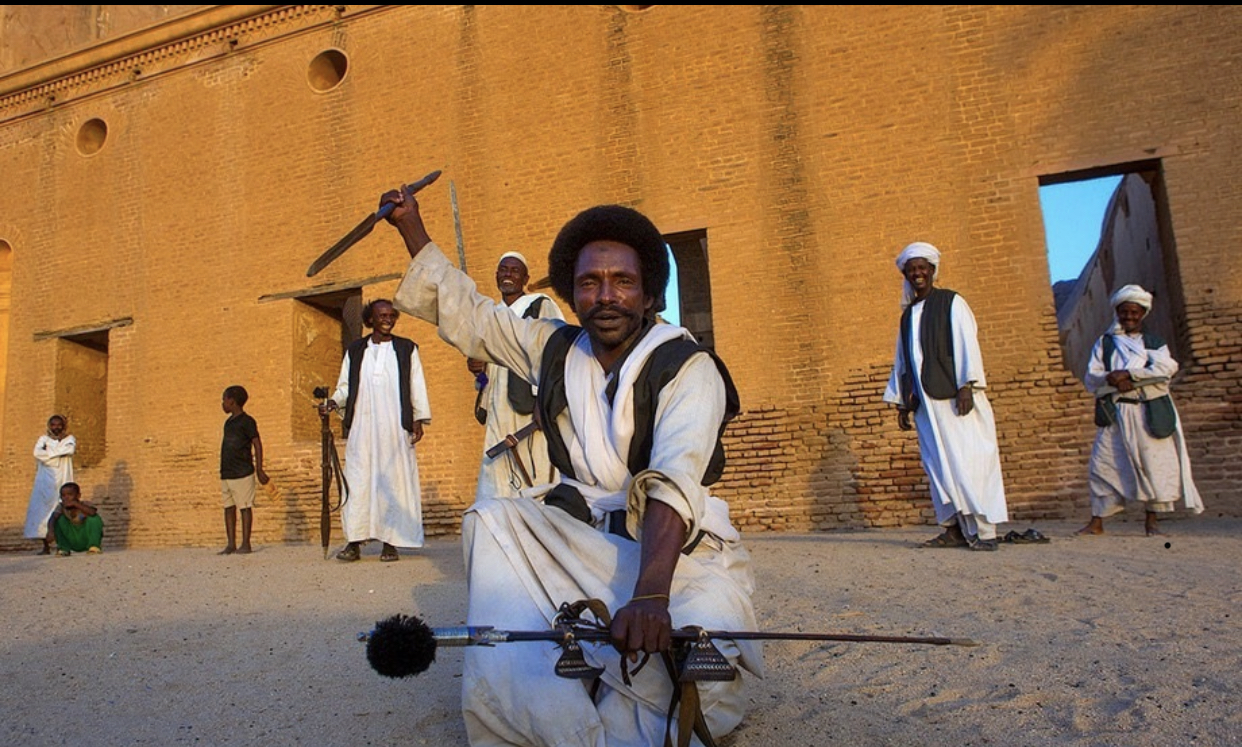
Чоловіки з союзу племен беджа танцюють з мечем типу каскара